# Kloster Lehnin
Kloster Lehnin è un comune del Brandeburgo, in Germania.
Appartiene al circondario (Landkreis) di Potsdam-Mittelmark (targa PM).
Il nome del comune deriva dall'Abbazia Lehnin (Kloster Lehnin in tedesco), situata nel territorio comunale.

## Storia
Kloster Lehnin risale al 1180, quando il margravio Ottone I vi introdusse i cistercensi, che fondarono l'abbazia di Lehnin. In realtà, intorno all'abbazia c'erano solo alcune piccole case e solo nel 1415 il villaggio ottenne i privilegi di mercato. Nel 1750 si contavano 104 famiglie, 152 nel 1800. Tuttavia, il villaggio perse i suoi diritti di mercato tra il 1733 e il 1855. A partire dal 1911, le mura dell'abbazia ospitarono la Fondazione Louise-Henriette, una comunità luterana per donne.
Nel 2003 venne aggregato al comune di Kloster Lehnin il comune di Trechwitz.

## Società

### Evoluzione demografica
- Sviluppo della popolazione dal 1875 entro gli attuali confini (Linea Blu: Popolazione; Linea puntata: Confronto dello sviluppo della popolazione dello stato del Brandenburgo; Sfondo grigio: Ai tempi del governo nazista; Sfondo rosso: Al tempo del governo comunista)
- Sviluppo recente della popolazione (Linea blu) e previsioni

| Anno | Abitanti |
| ---- | -------- |
| 1875 | 8 142    |
| 1890 | 9 562    |
| 1910 | 10 153   |
| 1925 | 9 924    |
| 1939 | 11 651   |
| 1950 | 13 891   |
| 1964 | 11 800   |

| Anno | Abitanti |
| ---- | -------- |
| 1971 | 11 504   |
| 1981 | 10 921   |
| 1985 | 11 173   |
| 1990 | 10 864   |
| 1995 | 10 996   |
| 2000 | 11 586   |
| 2005 | 11 700   |

| Anno | Abitanti |
| ---- | -------- |
| 2010 | 11 089   |
| 2015 | 10 720   |
| 2016 | 10 903   |
| 2017 | 10 848   |
| 2018 | 10 871   |
| 2019 | 10 894   |
| 2020 | 10 971   |

Fonti dei dati sono nel dettaglio nelle Wikimedia Commons..

## Geografia antropica

### Suddivisioni amministrative

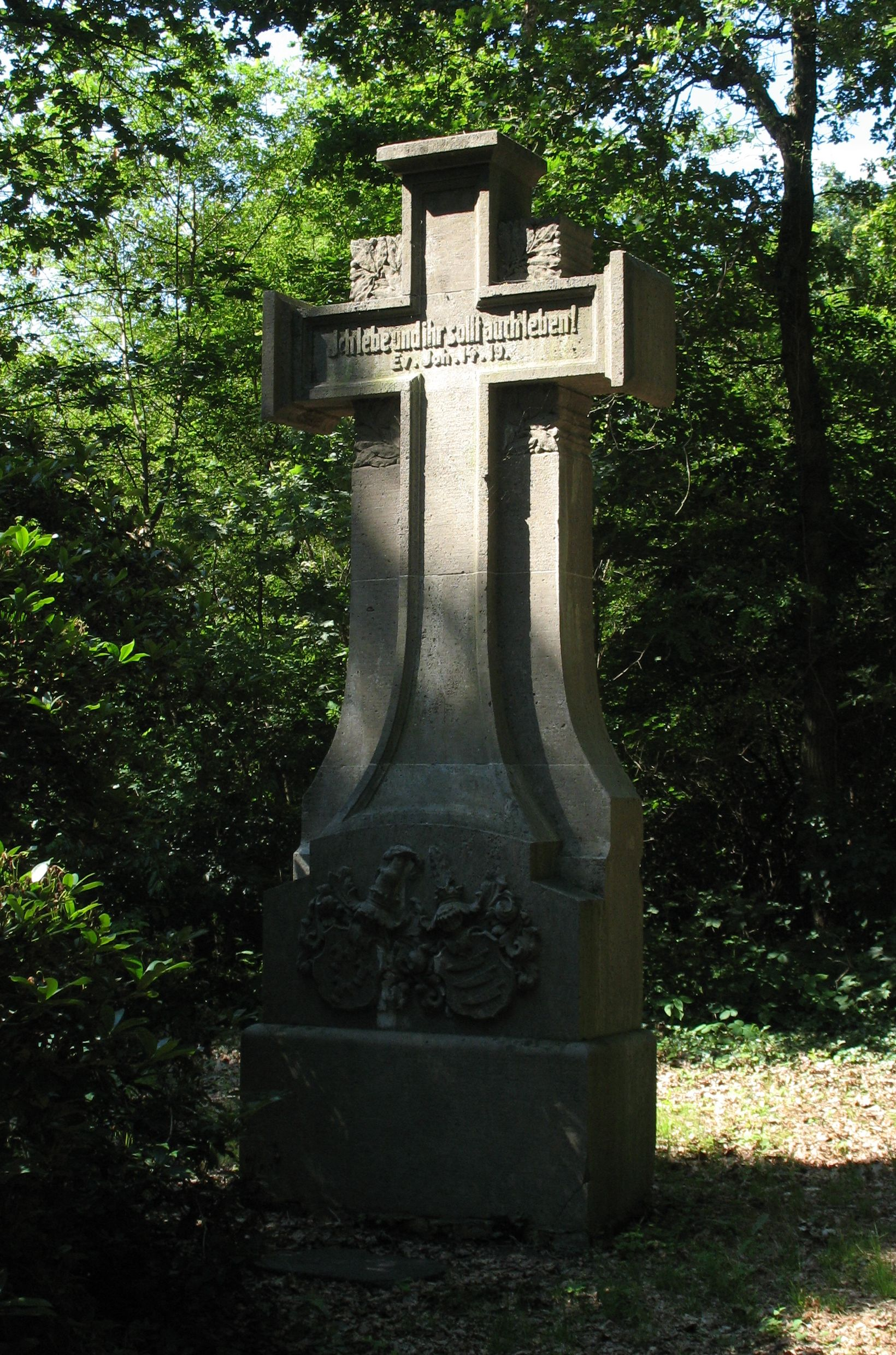
Tomba di Friedrich Ludwig von Rochow-Plessow (1858–1914) a Krahne

Il territorio comunale si divide in 14 zone (Ortsteil):
- Damsdorf
- Emstal
- Grebs
- Göhlsdorf
- Krahne
- Lehnin
- Michelsdorf
- Nahmitz
- Netzen
- Prützke
- Reckahn
- Rietz
- Rädel
- Trechwitz

## Amministrazione

### Gemellaggi
- Tervuren, dal 2003